# Hand Springs
Hand Springs è un singolo singolo pubblicato nel 1999 della rock band The White Stripes.

## Il singolo
La canzone dei White Stripes "Hand Springs" è sul lato A mentre "Cedar Point '76" dei The Dirtbombs si trova sul lato B. Solo 2 000 copie sono state pubblicate. Il disco è estremamente raro, ed è molto pregiato.

## Tracce
1. Hand Springs – 2:57 (The White Stripes)
2. Cedar Point '76 – 2:13 (The Dirtbombs)

Durata totale: 5:10